# Виња ди Вале
Виња ди Вале (итал. Vigna di Valle) јесте насеље у Италији у округу Рим, региону Лацио.
Према процени из 2011. у насељу је живело 189 становника. Насеље се налази на надморској висини од 164 м.